# Abacetus ennedianus
Abacetus ennedianus es una especie de escarabajo terrestre de la subfamilia Pterostichinae.  Fue descrito por Mateu en 1966. 